# ライネック (聖戦士ダンバイン)
ライネック (Wryneck) は、アニメ『聖戦士ダンバイン』に登場する兵器。オーラバトラーの一種。

## 設定解説
アの国の技術陣とクの国の技術陣が共同して開発したオーラバトラー。バストールの強化・発展型として作られている。このライネックは機動性に優れたバストールの長所を活かしつつ、レプラカーンの火力とビアレスの運動性の双方を採り入れた機体設計となっている。このため、同じコンセプトで開発されたズワァースに総合性能では一歩及ばないものの、同じく大型のオーラ・コンバーターを搭載したことで、その機動力はビルバインをも凌駕するものになっている（限界オーラ力の18オーラという数値はボチューンと並び、ビルバインに次ぐ高さである）。バストールの発展型ということもあり、それと頭部形状が似ている。機体色は濃緑。
また、ライネックは、初期段階から大量生産を視野に入れて開発された「低価格の高性能機」といってよく、この点に関しては、コストを一切考慮せずに採算度外視で開発されたズワァースよりもコストパフォーマンスの面で優れている。本格的な量産態勢が整う前に両軍がバイストン・ウェルから地上界に浮上してしまったため、それに伴う混乱から生産数は本来の計画よりも少数に留まったとされるが、戦略上の支障をきたすことはなかったと思われる。
武装スペックはオーラ・ソード1本に両前腕部にオーラ・バルカン各1門に連装ワイヤー付ショット・クローを各1基。肩部に内蔵式の6連装ミサイル・ポッド2基。腰部にも連装ミサイル・ポッド2基。オーラ・コンバーター部に大型のワイヤー付ショット・クローを2基備える。加えて左右の脚部に投擲用のスロー・ダガー（短剣）を1本ずつ装備しており、近接戦闘においても遜色はなく、対オーラ・バトラー戦から対艦・対地攻撃までをも可能としていて、バランスのとれた総合性能を持つオーラバトラー汎用機となっている。
また、前述の通りライネックは次期主力機として量産を前提に開発された機体のため、一般のコモンでも容易に扱える操縦性の高さも特徴となっている（非戦闘員であるリムル・ルフトもゲア・ガリングからの脱出の際に使用している）。
最初の実戦投入は、ドレイク軍のラウ攻略（カラカラ要塞戦）の際にクの国からの援軍として参戦したトッド・ギネスの機体であるが、トッドはこの戦い後には再び乗機をビアレスに戻している。
また、ミュージィ・ポーの乗機としても登場しているが（この時ショット・ウェポンは本機を「お前のために造った」と説明している）、彼女も1度だけの搭乗で、その後は自身専用のズワァースに乗り換えている。その後、この新型機ライネックを自身の専用機とする者が定まらず、戦いの舞台が地上界に移るまでは粗略な扱いを受けていた。
地上界では、ショットのオーストラリア移民時代の仲間であるジャバが、北海上空でのゲア・ガリング対グラン・ガラン／ゴラオンの艦隊戦の際にこのライネックに搭乗している。ジャバはこの時、グラン・ガランを強襲しブリッジを大破させることで、2隻の挟撃に遭い窮地に立たされていたゲア・ガリングの退路を開く活躍を見せている。
物語の終盤、ショウ・ザマとの長きに渡る因縁の決着をつけるべく、トッド・ギネスが最後に専用機として選んだのはこのライネックである。それまでの専用機ビアレス（通算で3機搭乗）は、高い機動力を活かした近接戦闘を得意とする反面、内蔵火器に乏しかったため、高火力を持つビルバイン相手では些か分が悪かった（トッド・ギネスはガラパゴス諸島沖での戦いで2機目のビアレスを失っている。ただし、この時はマーベル・フローズンのダンバインとの挟撃による撃墜である）。そこでトッドは、ビアレスと同じ高い運動性があり、内蔵火器を増強したライネック本機をもってビルバインとの最終決戦に臨んだ。出撃を前にしたトッドは「やりようによってはビルバインだって落とせる」と自信を見せており、ライネックの持つ機動力と火力を駆使すれば勝利できると考えていた。しかし、戦いの中で、トッドは自らの増大したオーラ力によりライネックをハイパー化させてしまい、そこをショウ・ザマのビルバインに討たれて爆発炎上し、消滅した。
その後、物語終盤では一般兵で構成された「ライネック部隊」が登場している。

## 備考
- ゲーム『聖戦士ダンバイン 聖戦士伝説』では、リの国仕様機が登場。機体色は青。また、強化型ライネックが登場する。機体色は赤。
- 本放送当時は終盤に登場したことからもプラモデル化に恵まれず、終了から16年後の2000年にダンバインシリーズのリファインモデルに当たるHGABシリーズにて、同じく未キット化だったビアレスとともにラインナップに加えられた。なお、設定とは異なり、スロー・ダガーは片側（左脚）にのみ装備している。
- 2021年、ねとらぼ調査隊が2021年11月16日から11月23日まで「聖戦士ダンバインTV版オーラバトラーで好きなのはどれ？」というテーマでアンケートを実施したところ、ライネックは「オーラバトラー人気ランキング」で第7位であった[1]。